# فرضیه بازخورد حالت چهره
فرضیه بازخورد حالت چهره (انگلیسی: Facial feedback hypothesis) بر این گمان استوار است که حالت‌های چهره فرد به‌طور مستقیم بر تجربه‌های عاطفی و هیجانی وی اثر می‌گذارد. برای مثال ادعا شده‌است که صرفاً تظاهر به تبسم یا خشم، عملاً بر حالت روانی فرد اثر گذاشته و شادی و خشم واقعی را برمی‌انگیزد. در واقع این فرضیه سالها پیش از حدسیات چارلز داروین و ویلیام جیمز ریشه گرفته و همچنان موضوع بحث و اختلاف نظر است.

اختلاف نظر بیشتر بر میزان تأثیر متقابل حالات چهره و حالات روحی شخص متمرکز بوده و هست. گروهی تغییرات صرفاً جسمی در حالت چهره را عاملی تعیین‌کننده در بروز هیجان و حالات عاطفی دانسته و ادعا می‌کنند که سلب امکان ابراز هیجان به واسطه حرکت عضلات چهره، منجر به سرکوب احساس هیجانی یا عاطفی می‌شود؛ و اصولاً تغییر حالت چهره را بخشی ضروری و لازمه ایجاد و ادراک هیجان و عاطفه می‌دانند. در مقابل گروهی دیگر هر چند نقش تغییرات عضلات چهره را در ابراز و ادراک احساسات می‌پذیرند، اما این نقش را بسیار محدود می‌شمارند. در این میان شواهد قابل استناد، بیشتر بر محدودیت این تأثیر متقابل دلالت دارند.

مطالات زیادی پیرامون میزان تأثیر حالت چهره در برانگیختن یا تقویت حالات روحی مانند غم و شادی انجام شده‌است. ظاهراً شواهد موجود از جمله مربوط به بیماران مبتلا به فلج عضلات چهره نقش کلیدی و تولیدی حالت چهره را در بروز حالات روحی تأیید نمی‌کنند. با این حال طبق شواهد مطالعاتی، بازخورد حالت چهره می‌تواند در تشدید یا تعدیل حالات روحی مؤثر باشد. ضمن آن که هنرپیشگان حرفه ای به دفعات ادعا کرده‌اند که با تمرکز بر و تظاهر به داشتن حالات روحی نقش یک شخصیت نمایشی، قادرند، حالت روحی مربوط را به راستی احساس کنند.

## پیشینه
چارلز داروین از جمله اولین کسانی بود که تغییرات فیزیولوژیکی را نه تنها معلول بلکه عامل احتمالی بروز و تنظیم حالات عاطفی و هیجانی به‌شمار آورد. وی از جمله نوشت: 
ابراز احساسات به شکلی آزاد و همراه با نشانه‌های ظاهری، تشدید کننده یک حالت عاطفی است. از جانب دیگر بازداری تا حد ممکن از بروز هر نوع نشانه ظاهری، هیجان و عواطف ما را تعدیل می‌کند. حتی تظاهر به یک حالت عاطفی، می‌تواند احساسات مربوط را در ذهن ما بیدار کند.

 در پی این ادعای داروین، ویلیام جیمز که خود از پیروان و حامیان نظریه جیمز–لانگه بود، این‌طور توضیح داد که معمولاً ما بروز احساسات تند را نتیجه ادراک یک محرک می‌دانیم؛ و تغییر حالت در عضلات چهره را محصول این احساسات تند. در حالی که من احتمال می‌دهم که ادراک یک محرک، مستقیماً واکنشی جسمی به دنبال دارد و آنچه ما هیجان می‌نامیم، در واقع نتیجه واکنشهای جسمی است. برای مثال طبق باور رایج شخصی که تمام ثروت خود را از دست داده‌است، نخست با درک وضعیت غمناک خود دچار اندوه شده و نهایتاً به گریه می‌افتد. اما من چنین ترتیبی را درست نمی‌دانم و احتمال می‌دهم که درک واقعیت از دست دادن ثروت، مستقیماً واکنش گریه را به دنبال داشته؛ و آنچه ما اندوه می‌نامیم در واقع توصیف حالتی است که هنگام گریه به ما دست می‌دهد.

 در آن دوران به غیر از آزمایشهای محدودی روی جانوران و چند مورد مطالعه افراد معلول، ابزار و مدارک کافی برای اثبات نظریات ادعایی وجود نداشت. مطالعات دقیق تر پیرامون فرضیه بازخورد حالت چهره تا سالها بعد، یعنی دهه ۱۹۷۰م، به تعویق افتاد و اصطلاح فرضیه بازخورد حالت چهره نخست، در حدود سال ۱۹۸۰م، در ادبیات علمی رواج یافت.